# Monte Foster
O Monte Foster é um pico que sobe para 2105 m na Cordilheira Imeon, na Ilha Smith, nas Ilhas Shetland do Sul, Antártica . É o ponto mais alto do arquipélago das Ilhas Shetland do Sul. O Monte Foster tem picos triplos, sendo o Monte Foster o mais ao sul, o central é o Pico Evlogi  (2090   m), e o norte é Pico Antim (2070   m)  A primeira subida foi feita por Greg Landreth e equipe em 29 de janeiro de 1996.
O lugar recebeu o nome do capitão Henry Foster, comandante do HMS Chanticleer que explorou o sul de Shetlands em 1829.

## Localização

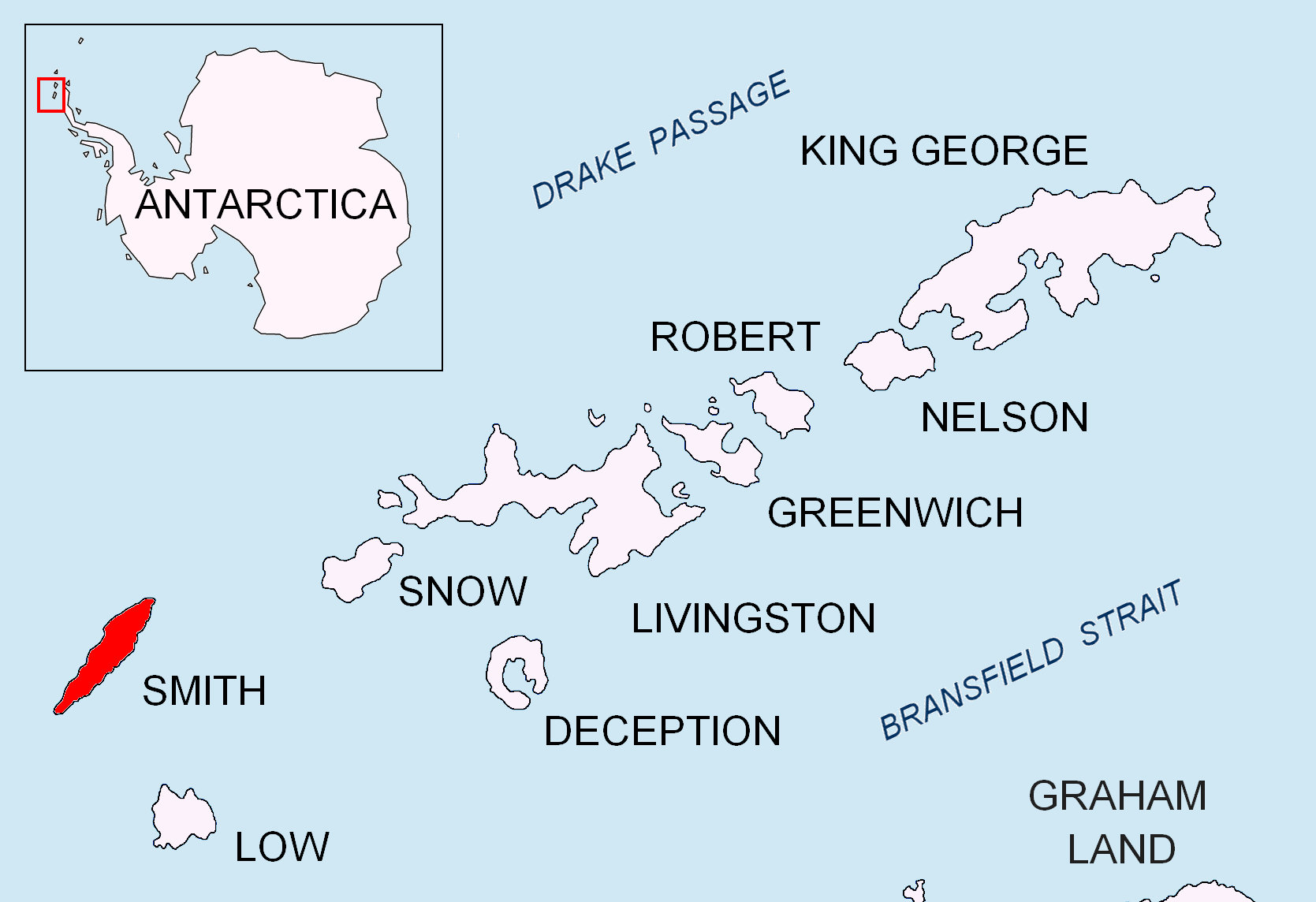
Localização da Ilha Smith nas Ilhas Shetland do Sul.

## Mapas
- Carta de Shetland do Sul, incluindo Coronação, etc. da exploração da saveiro Dove nos anos 1821 e 1822 por George Powell Comandante da mesma. Escala ca. 1: 200000. Londres: Laurie, 1822.
- LL Ivanov. Antártica: Ilhas Livinston e Greenwich, Robert, Snow e Smith. Escala 1: 120000 mapa topográfico. Troyan: Fundação Manfred Wörner, 2010. ISBN 978-954-92032-9-5    (Primeira edição de 2009. ISBN 978-954-92032-6-4 ISBN   978-954-92032-6-4 )
- Ilhas Shetland do Sul: Smith e Low Islands. Escala 1: 150000 mapa topográfico No. 13677. Pesquisa Antártica Britânica, 2009.
- Banco de dados digital antártico (ADD). Escala 1: 250000 mapa topográfico da Antártica. Comitê Científico de Pesquisa Antártica (SCAR). Desde 1993, regularmente atualizado e atualizado.
- LL Ivanov. Antártica: Livingston Island e Smith Island . Escala 1: 100000 mapa topográfico. Fundação Manfred Wörner, 2017. ISBN 978-619-90008-3-0 ISBN   978-619-90008-3-0

## Outras fontes

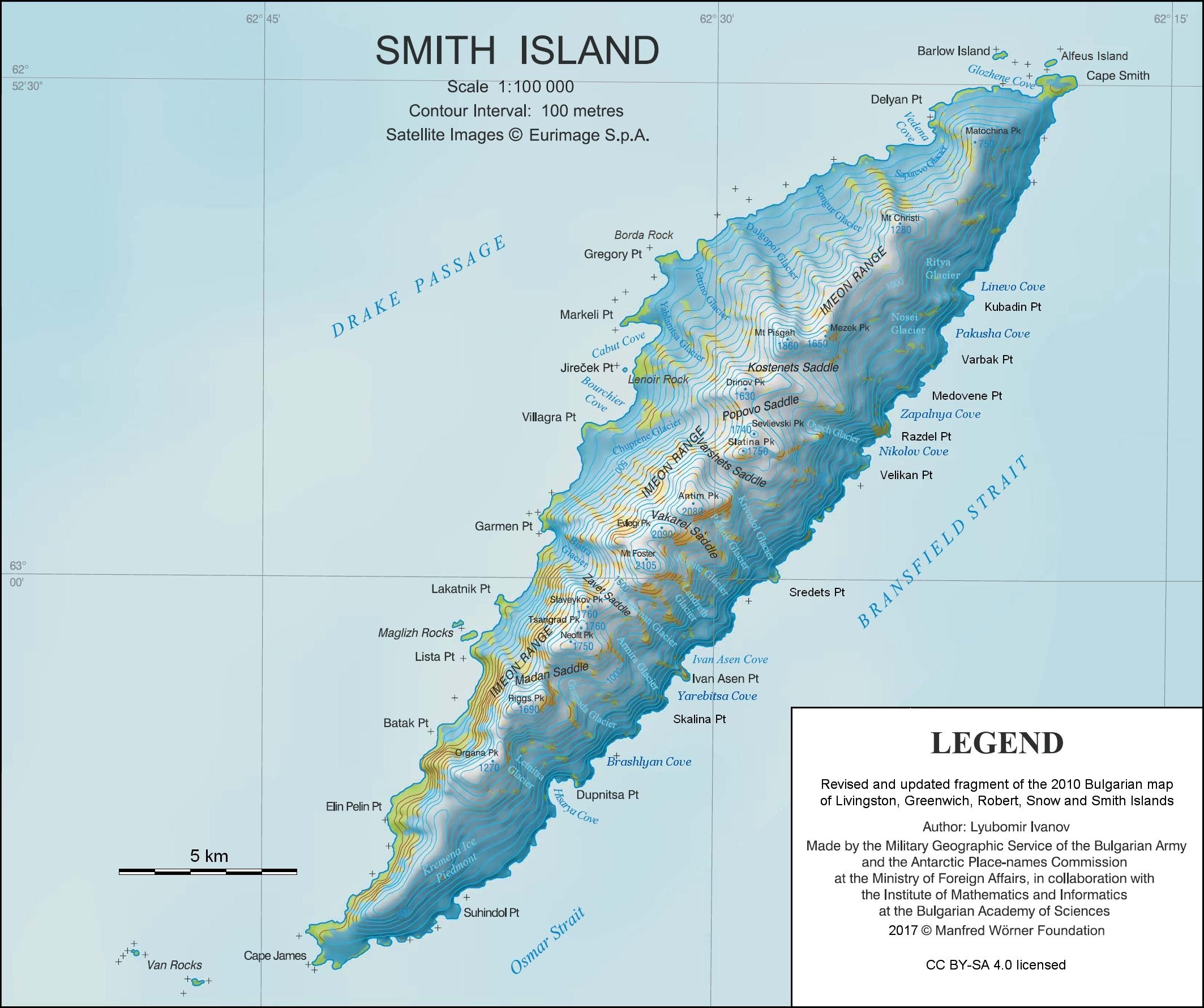
Mapa topográfico de Smith Island.

- Gazeta composta da Antártica: Mount Foster
- "Monte Foster, Antártica" em Peakbagger